# Juráňov potok
Juráňov potok je potok na horní Oravě, na území okresu Tvrdošín. Jde o levostranný přítok Oravice a měří 4,6 km a je tokem V. řádu.

## Pramen
Pramení v Západních Tatrách, v geomorfologickému části Osobitá, na severozápadním svahu Bobrovce (1 658,2 m n. m.) v nadmořské výšce přibližně 1 360 m n. m.

## Popis toku
Od pramene se obloukem stáčí na sever, zprava přibírá přítok zpod sedla Príslop (1 382 m n. m.) a pokračuje severozápadním směrem. Protéká Juráňovou dolinou a postupně přibírá několik přítoků: zleva ze severozápadního svahu Bobrovce, zprava zpod sedla Príslop, opět zleva jeden z východního, druhý přítok ze severního svahu Hrubého vrchu (1 328,9 m n. m.) a zprava ze západního svahu Velké Furkasky (1 489,9 m n. m.). Dále už pokračuje směrem na sever, zprava přibírá přítok ze severozápadního svahu Velké Furkasky, zleva krátký přítok zpod Ježového vrchu (1 085,9 m n. m.) a vytváří hluboko zaříznutou dolinu Tiesňavy se strmými skalními stěnami, kterou protéká obloukem prohnutým na východ. Nakonec vtéká do Podtatranské brázdy, do geomorfologického podcelku Zuberecká brázda a nedaleko myslivny Tichá, jihovýchodně od rekreační osady Oravice, ústí v nadmořské výšce 828,6 m n. m. do Oravice.

## Jiné názvy
- Biely potok, Biela voda
- Juráňovský potok, Juraňový potok, Juráňova voda